# Þorbrandur Þorfinnsson
Þorbrandur Þorfinnsson (Thorbrandur Thorfinnsson, n. 969) fue un bóndi y vikingo de Hof í Álptafirði, Sudur-Mulasýsla en Islandia. Fue padre adoptivo de Snorri Goði. Su clan familiar, los Þorbrandsson, aparece exclusivamente en la saga Eyrbyggja como rivales de Arnkell Goði. El asunto desembocó en la muerte del goði y supuso un antes y un después en el arbitraje y resolución del Althing islandés en relación de un conflicto con resultado de muerte y sin herederos varones.
Þorbrandur se casó con Þorbjörg Þorfinnsdóttir (n. 975) en 993 y de esa relación tuvieron siete hijos: una hembra, Þorgerður (n. 994) y seis varones, Þorleifur kimbi (n. 996), Þóroddur (n. 998), Snorri Þorbrandsson, Þorfinnur (n. 1002), Illugi (n. 1004) y Þormóður (n. 1006).
El conflicto surge cuando Arnkell acoge y protege al bóndi Úlfarr contra las reivindicaciones territoriales de los Þorbrandsson. El asunto arrastra varios enfrentamientos sangrientos, pero Arnkell no se apropia de las posesiones, aunque las mantiene en custodia y busca la fórmula legal de mantenerlas tras la muerte del bóndi. Los Þorbrandsson recurren insistentemente a su familiar más influyente, Snorri Goði, para que actúe en contra Arnkell, algo que en principio Snorri rechaza.
Los Þorbrandsson, atacaron y mataron a Arnkel mientras trabajaba en su granja y Snorri se ve forzado a intervenir para defenderlos en el Althing. Durante el desarrollo del caso, solo uno de los asaltantes Þorleif kimbi Þorbrandsson fue sentenciado y proscrito. El hecho que los herederos de Arnkel fueran todas mujeres tuvo mucho que ver y provocó un cambio legislativo decretando que las mujeres (y varones menores de dieciséis años) no podían participar en venganzas de sangre ni ejecutar acciones homicidas.
Los Þorbrandsson volvieron a tener conflictos con otro clan familiar, los Þorlaksson. Snorri volvió a arropar a sus familiares, y luchó a su lado en la batalla de Altafjord, y les rescató tras ser heridos en la batalla de Vigrafjord. Luego se llegó a un acuerdo compensatorio entre ambas familias.